# 国鉄ホキ6300形貨車
国鉄ホキ6300形貨車（こくてつホキ6300がたかしゃ）は、1971年（昭和46年）から改造製作された、セメント専用の 35 t 積 貨車（ホッパ車）である。
私有貨車として製作され、日本国有鉄道（国鉄）に車籍編入された。

## 概要
当形式はセメント輸送用として1971年（昭和46年）7月21日から1972年（昭和47年）8月10日にかけて日立製作所にて国鉄ホキ5600形から26両（ホキ6300 - ホキ6325）が改造（専用種別変更）製作された。
所有者は、電気化学工業 1社のみであり、上越線の八木原駅を常備駅としていたが後に北陸本線の青海駅に変更された。
エアスライド式有蓋ホッパ車であり、荷役方式はホッパ上部の屋根扉より上入れ、自重落下エアスライド式による下出し（レール内側）であった。
全長は11,500 mm、全幅は2,500 mm、全高は3,589 mm、台車中心間距離は7,400 mm、実容積は28.0 m3、自重は18.6 tで、換算両数は積車5.5、空車1.8、台車はベッテンドルフ式のTR41Cであった。
セメントターミナルのタキ1900形導入に伴い、1985年（昭和60年）12月26日に全車26両が一斉に廃車になり形式消滅した。改造よりわずか14年後のことであった。

## 年度別製造数
各年度による改造会社と両数、所有者は次のとおりである。（種車はすべて日立製作所製である）
- 昭和46年度 - 22両
  - 日立製作所 22両 電気化学工業 （ホキ5612 - ホキ5622、ホキ5627、ホキ5628、ホキ5654 - ホキ5658、ホキ5670 - ホキ5673→ホキ6300 - ホキ6312）
- 昭和47年度 - 4両
  - 日立製作所 4両 電気化学工業 （ホキ5623 - ホキ5626→ホキ6322 - ホキ6325）